# Gabriel Brncic
Gabriel Oliverio Brnčić Isaza (Santiago de Xile, 16 de febrer de 1942) és compositor, pedagog i especialista en tecnologia i música electroacústica.

## Trajectòria
Format a Xile, va acabar els seus estudis a Buenos Aires (Argentina), on va iniciar la seva carrera com a intèrpret, compositor i pedagog. El 1974 es va exiliar a Europa i, des de llavors, resideix a Barcelona, on compagina la composició amb la pedagogia.
Va iniciar la seva formació al seu país natal, estudiant violí i oboè al Conservatori Nacional, i composició amb Gustavo Becerra-Schmidt a la Facultad de Artes Musicales y de la Representación de la Universidad de Chile on es llicencià en composició. A més a més de música, també va fer estudis inicials d'enginyeria, la qual cosa ajuda a explicar el seu interès primerenc per la música electroacústica i per la composició amb algoritmes, així com els seus estudis com a instrumentista de violí, viola i oboè, ajuden a entendre el seu interès per la recerca en noves tècniques d'execució instrumental.
Des de 1967 fins a 1970 va ser professor adjunt de la càtedra de música electroacústica de l'Instituto Di Tella (Buenos Aires), posteriorment es desenvolupà com a director del Laboratorio de Sonido y Música Electroacústica del Centro de Investigación en Comunicación Masiva, Arte y Tecnología, de la Municipalidad de Buenos Aires. Allà va formar compositors i compositores de renom com ara Marta Lambertini. L'any 1974 s'estableix a Europa i des de l'any 1975 està vinculat amb el Laboratori Phonos, fundat per Andrés Lewin-Richter i Josep Maria Mestres Quadreny.